# Діброва Федір
Хведір/Федір Діброва (1880 — †1919) — кубанський бандурист, заарештований та розстріляний у 1919 р. Учасник першої капели бандуристів у 1918 р.
Артист симфонічного оркестру Кубанського козацького війська, валторніст оркестру українського державного театру М. Садовського. Народився в родині козака Кубанського козацького війська в ст. Пашківська. Випускник Другої кубанської кобзарської школи, заснованої 1916 р. Учень О. Обабка. Не бажаючи бути мобілізованим до Добровольчої армії, разом із М. Телігою виїхав до Києва і став до лав Армії УНР. У добу Української Держави (1918) — учасник Першої державної капели бандуристів («Хору кобзарів») під орудою В. Ємця та її тріумфальних виступів у Києві. Розстріляний більшовиками у Києві.